# Crossarchus
Genre
Crossarchus est un genre de mangoustes de la famille des Herpestidae. 

## Liste des espèces
Le genre comprend les espèces suivantes :
- Crossarchus alexandri Thomas et Wroughton, 1907 — mangouste d'Alexandre, mangue du Congo
- Crossarchus ansorgei Thomas, 1910 — mangouste d'Angola (ou mangouste d'Ansorge)
- Crossarchus obscurus F. G. Cuvier, 1825 — mangouste brune, crossarche brune
- Crossarchus platycephalus Goldman, 1984 — mangouste à tête plate